# Pavel Svoboda (fotbalista)
Pavel Svoboda (* 14. srpna 1965 Praha) je český fotbalový trenér a bývalý obránce.

## Hráčská kariéra
Hrál za Sigmu Olomouc, FC Lerk Brno, FC Slovácká Slávia Uherské Hradiště, SK LeRK Prostějov a FK Baník Ratíškovice. V československé a české lize nastoupil celkem ve 12 utkáních a dal 1 gól. V sezoně 1992/93 si zahrál druhou maltskou ligu v dresu Gharghuru FC.

### Prvoligová bilance
| Ročník                                   | Zápasy | Góly | Klub                                |
| ---------------------------------------- | ------ | ---- | ----------------------------------- |
| 1. československá fotbalová liga 1987/88 | 5      | 0    | Sigma Olomouc                       |
| 1. československá fotbalová liga 1988/89 | 6      | 1    | Sigma Olomouc                       |
| 1. česká fotbalová liga 1995/96          | 1      | 0    | FC Slovácká Slávia Uherské Hradiště |
| CELKEM                                   | 12     | 1    |                                     |

## Trenérská kariéra
Po skončení hráčské kariéry se stal trenérem. V sezoně 2016/17 vedl TJ Dražovice v I. A třídě Jihomoravského kraje – sk. B.